# Dario Mangiarotti
Dario Mangiarotti (n. 18 decembrie 1915, Milano, Regatul Italiei – d. 9 aprilie 2010, Lavagna, Liguria, Italia) a fost un scrimer italian specializat la spadă, laureat cu trei medalii olimpice – două de argint și una de aur – la Jocurile Olimpice din 1948 și cele din 1952. A fost și de șase ori campion mondial.
Era fiul lui Giuseppe Mangiarotti și fratele lui Edoardo Mangiarotti, și ei campioni la scrimă.

## Legături externe
- en Dario Mangiarotti la Olympedia.org